# 堤章三
堤 章三（つつみ しょうぞう、1922年3月31日 - 2009年1月24日）は、日本の放送作家。大阪府出身。東京大学心理学科卒業。

## 略歴
- 1948年 - 梅田劇場舞台監督。
- 1951年 - MBS（当時はNJB新日本放送）へ入社。
- 1958年 - 広告代理店の萬年社へ入社・移籍。
- 1961年 - 萬年社退社、フリーの放送作家となる。
- 1963年 - 『アップダウンクイズ』の構成に。
- 1975年 - 『パネルクイズ アタック25』の構成に。
- 1993年 - 『パネルクイズ アタック25』の構成から監修に移行。
- 2008年 - 『パネルクイズ アタック25』の監修を勇退。
- 2009年 - 1月24日死去。86歳没。

## 担当番組
- 近鉄パールクイズ（新日本放送〔現：MBSラジオ〕製作）※構成を担当。同番組における構成や出題のノウハウが『アップダウンクイズ』に受け継がれた。
- アップダウンクイズ（MBS製作）※1963年の放送開始から22年にわたり構成を務めた事で知られている。
- がっちり買いまショウ（MBS製作）※構成
- ヤングおー!おー!（MBS製作）※構成
- 三枝の国盗りゲーム（ABC製作）※構成
- パネルクイズ アタック25（ABC製作）※構成を番組開始から18年間務め、1993年から2008年末までは監修を務めた。1993年以降は上方演芸放送作家の高見孔二が構成を務めている。